# Achariaceae
Achariaceae (đồng nghĩa: Erythrospermaceae, Kiggelariaceae, Pangiaceae) là một họ thực vật có hoa bao gồm khoảng 30 chi và 145 loài chứa các cây bụi hay cây thân gỗ, ít thấy cây thân thảo hay dây leo. Họ này có thể nhận biết nhờ lá kèm, các lá mọc vòng, mép lá nhẵn, cuống lá hình gối. Cụm hoa dạng bông hay xim, số lá đài và cánh hoa không bằng nhau, không chứa mật hoa, bao phấn dài. Quả lớn, hạt có các bó mạch thấy rõ trên vỏ. Họ này phân bổ tại khu vực Nam Mỹ, Đông Phi, Madagascar, tây nam Ấn Độ, Đông Nam Á, các đảo phía tây Thái Bình Dương, đông bắc Australia. Theo AGP II, họ này thuộc về bộ Sơ ri (Malpighiales).

## Phân loại
- Acharia
- Ahernia
- Baileyoxylon
- Buchnerodendron
- Caloncoba
- Camptostylus
- Carpotroche
- Ceratiosicyos
- Chiangiodendron
- Chlorocarpa
- Dasylepis
- Eleutherandra
- Erythrospermum
- Grandidiera
- Guthriea
- Gynocardia
- Hydnocarpus: Chùm bao, lọ nồi, đại phong tử
- Kiggelaria
- Lindackeria
- Mayna
- Pangium
- Peterodendron
- Poggea
- Prockiopsis
- Rawsonia
- Ryparosa
- Scaphocalyx
- Scottellia
- Trichadenia
- Xylotheca